# Panqueque de trigo sarraceno
La galette de sarrasin (en francés) o buckwheat pancake (en inglés), traducible como tortita o panqueque de trigo sarraceno es un tipo de tortita, panqueque o crêpe hecha con harina de trigo sarraceno. Diferentes tortitas de trigo sarraceno se pueden encontrar en la cocina tradicional de algunas regiones de Francia, Bélgica, otros países de Europa y el este de Canadá.

## Por país

### Bélgica
En la región de Lieja, se puede encontrar la bouquette, una tortita de trigo sarraceno que se prepara dulce, a menudo con pasas.

### Canadá
El panqueque de trigo sarraceno (galette de sarrasin en francés canadiense) es un plato tradicional del Quebec y Acadia. Los quebequenses lo consumen principalmente como dulce, agregándole melaza o jarabe de arce por ejemplo, pero también puede hacerse salado. Algunas localidades organizan festivales de la galette, como el de Louiseville o el de Saint-Eustache, llamado Festival de la galette et des saveurs du terroir.
En las regiones de habla francesa de Nuevo Brunswick está muy extendido el ploye, de origen acadiano.

### Corea
De la provincia oriental de Gangwon proviene una variante de la buchimgae (tortita coreana) hecha con trigo sarraceno. Es denominada 메밀 전병 (memil-buchimgae), y es una tortita fina que a menudo se rellena de col.

### Europa del Este
El blini es una tortita de origen eslavo que a veces se puede elaborar con trigo sarraceno. Es típico de Ucrania, donde se denomina гречаники (hrechanyky), de Lituania (grikių blynai) y de Rusia.

### Francia
En Auvernia se prepara el bourriol, un panqueque de trigo sarraceno muy antiguo. En el norte del departamento de Cantal es más conocido como pompe. En el Limosín, un pan básico es el tourtou o galetou, hecho de trigo sarraceno. En Correza también se encuentra la pompe.
La Bretaña francesa tiene una importante tradición de panes con trigo sarraceno. Muchas recetas de crepería en la Alta Bretaña incluyen trigo sarraceno (blé noir en francés), como la galette complète o la galette-saucisse. La galette de sarrasin bretona no debe confundirse con la crêpe. En la Baja Bretaña existe la crêpe de sarrasin.
En Normandía también se puede encontrar galette de sarrasin, particularmente en el bocaje normando. Se usa un tipo específico de sartén hecha de hierro fundido o latón para preparar la galette de sarrasin, la cual tiene un asa, a diferencia de la galetière bretona. En ella, se vierte la masa con un cucharón y luego se extiende con el giro de la mano del cocinero.